# Historias del crimen
Historias del crimen fue un programa peridístico-policial argentino emitido por Telefé entre 2003 y 2004. Estuvo conducido por el actor Lorenzo Quinteros, con la participación de Darío Villaruel y Ricardo Ragendorfer.

## Historia
El programa reconstruía, como en una película, los casos policiales que más conmocionaron a la opinión pública argentina. Mediante relatos con contados por sus protagonistas, testigos y profesionales, se le sumaban las imágenes y dramatizaciones que le daban a la historia contada su toque de morbosidad. Con un lenguaje visual cercano al film negro y una narración a cargo de Lorenzo Quinteros, cada uno de los trece capítulos del ciclo intentó ir más allá de la cobertura periodística que esos crímenes tuvieron en su momento. Para repasar el eje policial estuvieron las entrevistas de Ricardo Ragendorfer, periodista especializado en el tema y autor de La bonaerense. De los aspectos judiciales se encargó Darío Villarruel, periodista y abogado. Este ciclo reemplazó al programa Zafando, emitiéndose semanalmente a las 23 hs por Telefé.
El óvulo de Historias del crimen fue gestado, probablemente, por Andrea Schellenberg, cuando empezó su carrera 11 años atrás trabajando para Spiegel TV en Alemania. Y hubo un cóctel de violencia social para que naciera la criatura en la pantalla: tanto Claudio Villarruel, como el área de noticias en Telefé estaban pensando en un producto similar, que terminó conduciendo Ricardo Ragendorfer. En los ‘90, aparecieron atisbos del formato que terminó de consumarse ese año.
No matarás, Pabellón 5 e Historias del crimen se internaron en un formato que cambió la manera televisiva de abordar casos policiales, ya muy lejos de lo que hizo durante años el entrañable Enrique Sdrech.

## Índice de audiencia
El primer episodio de Historias del crimen se emitió 8 de abril de 2003 con un buen debut, promediando los 16.6 puntos según IBOPE.

## Algunos casos emitidos
- Caso Carolina Aló: Joven de 17 años asesinada brutalmente por su novio de 113 puñaladas en un ataque de celos el 27 de mayo de 1996.
- Caso El crimen de la mochileras en Bahía Blanca: Asesinato a golpes y disparos de las jóvenes mochileras, Irina Laura Montoya y María Dolores Sánchez, en una banquina de la ruta nacional 33 a 40 km de Bahía Blanca en 1998.
- Caso Gastón Flores: Joven asesinado por policías el 3 de marzo de 2002.
- Caso de las Hermanas satánicas: Asesinato de Juan Carlos Vázquez el 27 de marzo de 2000 en un supuesto ritual satánico.
- Caso Crimen La Clotta: Asesinato del conductor, empresario, cantante y mánager Clota Lanzetta el  29 de octubre de 2001.
- Caso Mocho: Asesinato de Miguel Ángel Scelzi por parte de su esposa Ana María Mochó, tras rociarlo con alcohol y quemarlo vivo el 6 de junio de 1997, mientras éste dormitaba en un sillón.